# Lucanus deuveianus
Lucanus deuveianus es una especie de coleóptero de la familia Lucanidae.

## Distribución geográfica
Habita en Guangxi (China).